# Thomson (Georgia)
Thomson is een plaats (city) in de Amerikaanse staat Georgia, en valt bestuurlijk gezien onder McDuffie County.

## Demografie
Bij de volkstelling in 2000 werd het aantal inwoners vastgesteld op 6828.
In 2006 is het aantal inwoners door het United States Census Bureau geschat op 6911, een stijging van 83 (1,2%).

## Geografie
Volgens het United States Census Bureau beslaat de plaats een oppervlakte van
10,2 km², geheel bestaande uit land.

## Plaatsen in de nabije omgeving
De onderstaande figuur toont nabijgelegen plaatsen in een straal van 28 km rond Thomson.